# Regia teatrale
La regia teatrale è l'attività di guida e di coordinamento dell'opera di allestimento scenico di una rappresentazione teatrale, di un'opera lirica, di un balletto o, in senso più esteso, di qualsiasi tipo di rappresentazione artistica dal vivo, da parte del regista teatrale.
L'attività si realizza attraverso la definizione pratica dei criteri estetici, tecnici e narrativi dello spettacolo, attraverso i quali il regista gestisce lo sviluppo del lavoro degli attori, dei cantanti e di tutti gli altri artisti che collaborano al prodotto finale (scenografo, musicista, light designer, ecc.).
I criteri vengono stabiliti dal regista in base a una personale interpretazione del materiale di partenza del lavoro (il testo, la partitura, ecc.) e una - altrettanto importante - interpretazione del proprio ruolo e delle sue finalità.
Il regista ha il compito di studiare il testo del lavoro o dell'opera, ideare la messa in scena in accordo con uno scenografo, un costumista e un direttore delle luci, supervisionare l'organizzazione delle prove e durante le stesse, ideare e dirigere i movimenti scenici dei protagonisti (attori e cantanti) e delle masse (ad esempio i cori). Il regista può avvalersi di assistenti che lo aiutano durante il lavoro.
Il rapporto della regia con le didascalie fornite con il testo o con il libretto direttamente dagli autori è estremamente vario: nelle messe in scena più moderne, la tendenza è quella di ideare situazioni rappresentative alternative a quelle tradizionali per cui spesso i registi disattendono i suggerimenti originariamente inseriti dagli autori. Questo è dovuto alla sempre maggiore autoconsapevolezza assunta dalla regia e alla diversa aspettativa estetica del pubblico.
La regia teatrale nasce a cavallo tra il XIX ed il XX secolo: sebbene esistessero in precedenza figure quali il capocomico, che decideva dell'allestimento dei lavori teatrali, la regia teatrale come creazione e non solo come coordinamento è una scoperta recente.